# Campionato del mondo di scacchi 1960
Il campionato del mondo di scacchi 1960 fu conteso tra il campione del mondo Michail Botvinnik e lo sfidante Michail Tal'; la sfida andò a quest'ultimo, che vinse 12,5-8,5. Il match si svolse a Mosca tra il 15 marzo e il 7 maggio.

## Qualificazioni

### Interzonale
Il torneo interzonale si svolse a Portorose, in Istria, tra il 5 agosto e il 12 settembre 1958. Ventuno giocatori parteciparono al torneo, che si svolse con la formula del girone all'italiana; il vincitore fu Michail Tal, che concluse a 13,5 punti su 20 davanti a Svetozar Gligorić e Pál Benkő. Sei giocatori si qualificarono per il torneo dei Candidati, cui erano ammessi di diritto Vasilij Smyslov (contendente al titolo mondiale) e Paul Keres (come secondo arrivato al precedente torneo dei Candidati).
|    |                                   | 1 | 2 | 3 | 4 | 5 | 6 | 7 | 8 | 9 | 10 | 11 | 12 | 13 | 14 | 15 | 16 | 17 | 18 | 19 | 20 | 21 | Totale |
| -- | --------------------------------- | - | - | - | - | - | - | - | - | - | -- | -- | -- | -- | -- | -- | -- | -- | -- | -- | -- | -- | ------ |
| 1  | Mikhail Tal (URSS)                | x | ½ | ½ | 1 | ½ | ½ | ½ | ½ | 0 | 1  | ½  | 1  | 1  | ½  | ½  | 1  | ½  | 1  | ½  | 1  | 1  | 13½    |
| 2  | Svetozar Gligorić (Iugoslavia)    | ½ | x | ½ | ½ | 0 | ½ | ½ | ½ | ½ | ½  | 1  | 1  | ½  | ½  | 1  | 1  | 0  | 1  | 1  | 1  | 1  | 13     |
| 3  | Tigran Petrosian (URSS)           | ½ | ½ | x | ½ | ½ | ½ | ½ | ½ | 1 | ½  | 1  | ½  | ½  | ½  | ½  | 0  | 1  | 1  | 1  | ½  | 1  | 12½    |
| 4  | Pál Benkő (Apolide)               | 0 | ½ | ½ | x | ½ | 1 | ½ | 1 | 1 | ½  | ½  | 0  | ½  | 1  | ½  | ½  | ½  | ½  | 1  | 1  | 1  | 12½    |
| 5  | Friðrik Ólafsson (Islanda)        | ½ | 1 | ½ | ½ | x | 1 | 0 | 1 | ½ | 1  | ½  | ½  | ½  | ½  | 0  | 1  | 0  | 0  | 1  | 1  | 1  | 12     |
| 6  | Robert James Fischer (USA)        | ½ | ½ | ½ | 0 | 0 | x | ½ | ½ | ½ | ½  | ½  | ½  | ½  | 1  | ½  | 1  | 1  | ½  | 1  | 1  | 1  | 12     |
| 7  | David Bronstein (URSS)            | ½ | ½ | ½ | ½ | 1 | ½ | x | ½ | ½ | ½  | 1  | ½  | ½  | ½  | ½  | ½  | 1  | ½  | 0  | ½  | 1  | 11½    |
| 8  | Yuri Averbakh (URSS)              | ½ | ½ | ½ | 0 | 0 | ½ | ½ | x | 1 | 0  | ½  | ½  | ½  | 1  | 1  | 1  | ½  | 1  | ½  | ½  | 1  | 11½    |
| 9  | Aleksandar Matanović (Iugoslavia) | 1 | ½ | 0 | 0 | ½ | ½ | ½ | 0 | x | 1  | ½  | ½  | ½  | ½  | ½  | 1  | 1  | ½  | 1  | ½  | 1  | 11½    |
| 10 | László Szabó (Ungheria)           | 0 | ½ | ½ | ½ | 0 | ½ | ½ | 1 | 0 | x  | ½  | ½  | 1  | ½  | 0  | ½  | 1  | 1  | 1  | 1  | 1  | 11½    |
| 11 | Luděk Pachman (Cecoslovacchia)    | ½ | 0 | 0 | ½ | ½ | ½ | 0 | ½ | ½ | ½  | x  | ½  | ½  | ½  | 1  | 1  | 1  | ½  | 1  | 1  | 1  | 11½    |
| 12 | Oscar Panno (Argentina)           | 0 | 0 | ½ | 1 | ½ | ½ | ½ | ½ | ½ | ½  | ½  | x  | ½  | 1  | ½  | ½  | 1  | ½  | 1  | ½  | ½  | 11     |
| 13 | Miroslav Filip (Cecoslovacchia)   | 0 | ½ | ½ | ½ | ½ | ½ | ½ | ½ | ½ | 0  | ½  | ½  | x  | ½  | 1  | ½  | ½  | ½  | 1  | 1  | 1  | 11     |
| 14 | Raúl Sanguineti (Argentina)       | ½ | ½ | ½ | 0 | ½ | 0 | ½ | 0 | ½ | ½  | ½  | 0  | ½  | x  | 1  | ½  | 1  | 1  | ½  | 1  | ½  | 10     |
| 15 | Oleg Neikirch (Bulgaria)          | ½ | 0 | ½ | ½ | 1 | ½ | ½ | 0 | ½ | 1  | 0  | ½  | 0  | 0  | x  | 0  | ½  | 1  | 1  | ½  | 1  | 9½     |
| 16 | Bent Larsen (Danimarca)           | 0 | 0 | 1 | ½ | 0 | 0 | ½ | 0 | 0 | ½  | 0  | ½  | ½  | ½  | 1  | x  | 1  | 1  | ½  | 0  | 1  | 8½     |
| 17 | James Sherwin (USA)               | ½ | 1 | 0 | ½ | 1 | 0 | 0 | ½ | 0 | 0  | 0  | 0  | ½  | 0  | ½  | 0  | x  | 1  | 0  | 1  | 1  | 7½     |
| 18 | Héctor Rossetto (Argentina)       | 0 | 0 | 0 | ½ | 1 | ½ | ½ | 0 | ½ | 0  | ½  | ½  | ½  | 0  | 0  | 0  | 0  | x  | 1  | ½  | 1  | 7      |
| 19 | Rodolfo Cardoso (Filippine)       | ½ | 0 | 0 | 0 | 0 | 0 | 1 | ½ | 0 | 0  | 0  | 0  | 0  | ½  | 0  | ½  | 1  | 0  | x  | 1  | 1  | 6      |
| 20 | Boris de Greiff (Colombia)        | 0 | 0 | ½ | 0 | 0 | 0 | ½ | ½ | ½ | 0  | 0  | ½  | 0  | 0  | ½  | 1  | 0  | ½  | 0  | x  | 0  | 4½     |
| 21 | Géza Füster (Canada)              | 0 | 0 | 0 | 0 | 0 | 0 | 0 | 0 | 0 | 0  | 0  | ½  | 0  | ½  | 0  | 0  | 0  | 0  | 0  | 1  | x  | 2      |

### Torneo dei candidati
Il torneo dei Candidati si svolse tra il 6 settembre e il 31 ottobre 1959, come un quadruplo girone all'italiana. I primi due di questi si svolsero a Bled, il terzo a Zagabria, il quarto a Belgrado (tutti nella ex Jugoslavia). Il vincitore fu Tal, che concluse con 20 punti su 28 partite, 1,5 punti davanti a Keres, nonostante quest'ultimo avesse vinto tre dei quattro scontri diretti.
| Pos. | Giocatore                            | Tal     | Keres   | Petrosian | Smyslov | Fischer | Gligorić | Ólafsson | Benkő   | Totale |
| ---- | ------------------------------------ | ------- | ------- | --------- | ------- | ------- | -------- | -------- | ------- | ------ |
| 1    | Michail Tal' ( Unione Sovietica)     | * * * * | 0 1 0 0 | ½ ½ ½ ½   | 0 1 ½ 1 | 1 1 1 1 | 1 ½ 1 1  | 1 1 1 ½  | 1 1 1 ½ | 20     |
| 2    | Paul Keres ( Unione Sovietica)       | 1 1 0 1 | * * * * | 0 ½ ½ ½   | 1 ½ ½ 0 | 0 1 0 1 | ½ ½ 1 1  | 1 1 1 0  | 1 1 1 1 | 18,5   |
| 3    | Tigran Petrosian ( Unione Sovietica) | ½ ½ ½ ½ | 1 ½ ½ ½ | * * * *   | ½ ½ 0 ½ | 1 1 ½ ½ | 0 ½ ½ 1  | 1 0 0 ½  | ½ 1 1 ½ | 15,5   |
| 4    | Vasilij Smyslov ( Unione Sovietica)  | 1 0 ½ 0 | 0 ½ ½ 1 | ½ ½ 1 ½   | * * * * | ½ ½ 1 0 | 0 ½ 1 0  | ½ 1 ½ 1  | ½ 0 1 1 | 15     |
| 5    | Robert Fischer ( Stati Uniti)        | 0 0 0 0 | 1 0 1 0 | 0 0 ½ ½   | ½ ½ 0 1 | * * * * | 1 0 ½ ½  | 0 1 ½ 1  | ½ 1 ½ 1 | 12,5   |
| 6    | Svetozar Gligorić ( Jugoslavia)      | 0 ½ 0 0 | ½ ½ 0 0 | 1 ½ ½ 0   | 1 ½ 0 1 | 0 1 ½ ½ | * * * *  | ½ ½ 1 0  | ½ 1 ½ ½ | 12,5   |
| 7    | Friðrik Ólafsson ( Islanda)          | 0 0 0 ½ | 0 0 0 1 | 0 1 1 ½   | ½ 0 ½ 0 | 1 0 ½ 0 | ½ ½ 0 1  | * * * *  | 0 0 ½ 1 | 10     |
| 8    | Pál Benkő ( Stati Uniti)             | 0 0 0 ½ | 0 0 0 0 | ½ 0 0 ½   | ½ 1 0 0 | ½ 0 ½ 0 | ½ 0 ½ ½  | 1 1 ½ 0  | * * * * | 8      |

## Campionato del mondo
Il campionato si svolse a Mosca, al meglio delle 24 partite. Tal raggiunse dopo 21 partite i 12,5 punti necessari per vincere.
|                                       | 1 | 2 | 3 | 4 | 5 | 6 | 7 | 8 | 9 | 10 | 11 | 12 | 13 | 14 | 15 | 16 | 17 | 18 | 19 | 20 | 21 | 22 | 23 | 24 | Totale |
| ------------------------------------- | - | - | - | - | - | - | - | - | - | -- | -- | -- | -- | -- | -- | -- | -- | -- | -- | -- | -- | -- | -- | -- | ------ |
| Michail Tal' ( Unione Sovietica)      | 1 | ½ | ½ | ½ | ½ | 1 | 1 | 0 | 0 | ½  | 1  | ½  | ½  | ½  | ½  | ½  | 1  | ½  | 1  | ½  | ½  | -  | -  | -  | 12,5   |
| Michail Botvinnik ( Unione Sovietica) | 0 | ½ | ½ | ½ | ½ | 0 | 0 | 1 | 1 | ½  | 0  | ½  | ½  | ½  | ½  | ½  | 0  | ½  | 0  | ½  | ½  | -  | -  | -  | 8,5    |

Secondo le regole FIDE, Botvinnik ebbe il diritto di sfidare il nuovo campione in un match di rivincita. Esso fu il campionato mondiale 1961.